# Palazzo Bonaparte (Roma)
Palazzo Bonaparte, già D'Aste Rinuccini, è un palazzo di Roma che si affaccia su piazza Venezia, nel rione Pigna.

## Storia
L'edificio fu costruito tra il 1657 e il 1677 su progetto dell'architetto Giovanni Antonio De Rossi per conto dei marchesi Giuseppe e Benedetto d'Aste. Poco si sa della storia del palazzo negli anni successivi fino al 1760, quando quest'ultimo passò al nobile fiorentino Folco Rinuccini, terzo marchese di Baselice.
Nel 1818 la proprietà fu acquistata, al prezzo di 27 000 piastre d'oro, da Maria Letizia Ramolino, madre dell'Imperatore francese Napoleone Bonaparte, che vi dimorò fino alla morte nel 1836. La Ramolino era solita accomodarsi nel balconcino laterale per ammirare il passaggio delle carrozze nell'allora piazza San Marco, ricorrendo all'aiuto di una dama da compagnia al sopraggiungere della cecità.
Gli eredi, i Bonaparte principi di Canino e Musignano, lo cedettero nel 1905 ai marchesi Misciatelli, mentre a partire dal 1972 passò alla compagnia assicuratrice INA Assitalia, poi acquisita da Assicurazioni Generali nel 2013.
Tra il 2017 e il 2019 attraverso il programma Valore e Cultura, in seguito ad un intervento di restauro e riqualificazione del palazzo, vi stabilisce la propria sede Arthemisia, azienda attiva nel settore dell'organizzazione di mostre.

## Descrizione

### Esterni
Il palazzo presenta le due facciate principali su piazza Venezia e via del Corso, mantenendo il proprio ingresso principale, costituito da un portale rettangolare semplice, sulla centralissima piazza romana. La facciata della piazza presenta, affiancate al portale, quattro finestre architravate con davanzale che sormontano quattro finestrelle del seminterrato.
Il piano nobile è scandito da cinque finestre con timpano curvo ornato da conchiglie, mentre quella centrale è sormontata dallo stemma dei Bonaparte di Canino sorretto da un'aquila. Il noto balconcino angolare coperto, detto mignano o bussolotto, non è presente in una stampa del 1675 di Giovanni Battista Falda, rappresentando quindi un'aggiunta posteriore. Al secondo piano ancora cinque finestre con timpano triangolare e teste di leone. La facciata termina con cinque finestrelle, tre con balconcino, ed un ricchissimo cornicione sorretto da mensole binate. L'edificio è sormontato dalla copertura spiovente al cui centro è una mansarda terrazzata.
In posizione decentrata è posta un'altana rettangolare che sui lati lunghi presenta la scritta "Bonaparte" mentre sui lati corti presenta la scritta "De Aste".
La facciata di via del Corso presenta le stesse caratteristiche della precedente, ma si estende per nove finestre. Su vicolo Doria si apre anche un cortile esterno, che forma una rientranza, per dare luce al lungo atrio ed alla scala.

### Interni
Le sale dell'appartamento nobile sono decorate da affreschi e stucchi settecenteschi, commissionati dai Rinuccini.